# سيلينا غونزاليس
سيلينا غونزاليس زامورا (ولدت في 16 مارس 1929، ماتانزاس، توفيت في 4 فبراير 2015 في هافانا)، مغنية وكاتبة أغاني كوبية، تخصصت في موسيقى الريف الكوبي التقليدية. اشتهرت بأغنية «سانتا باربارا» (بالإسبانية: Santa Bárbara)‏ التي أصدرتها مع شريكها رويليتو دومينغيز، وأغنية "أنا البونتو الكوبي [الإنجليزية]" (بالإسبانية: Yo soy el punto Cubano)‏، كما أصدرت بعد الثورة الكوبية أغان سياسية تناولت الاشتراكية والمجتمع الجديد في كوبا.

## حياتها المهنية

### الثنائي سيليا - رويتيليو
نشأت غونزاليس في مدينة سانتياغو دي كوبا في شرق الجزيرة، وهي مدينة معروفة بنمط الغناء الشعبي «الأفرو-كوبي»، والتقت وهي في سن السادسة عشرة بالموسيقي رويتيليو دومينغيز الذي أصبح شريكها الغنائي وزوجها لعقود تلت. في عام 1948 بدءا العمل مع الموسيقي وكاتب الأغاني نيكو ساكيتو [الإنجليزية] واتسعت شعبيتهما في الإذاعة والأفلام والتلفزيون، وغنّيا في نيويورك مع المغنين الكوبيين بيني موري [الإنجليزية]. تعد أغنيتها «سانتا باربارا» التي يختلط فيها الإيمان الكاثوليكي مع العقائد المحلية، أول أغنية تدخل فيها عناصر من الديانات الأفريقية التي جاءت مع العبيد الذين جلبوا من غرب أفريقيا، ففيها تتردد اللازمة "عاش تشانغو [الإنجليزية]"، وهو أحد آلهة الديانة اليوروبية.
في عام 1950 ظهر الثنائي في الفيلم الموسيقي رينكون كريولو [الإنجليزية] (بالإسبانية: Rincón Criollo)‏ مع نجوم آخرين مثل ثلاثي «لوس بانشوس» وسيليا كروز. في عام 1964 انفصلت عن زوجها (الذي عاد إلى مسقط رأسه في غوانتانامو وتوفي عام 1972) وحُلّ الثنائي واستمرت سيلينا في الغناء والعزف المنفرد، وبعد سنوات غنت سيلينا مع ابنها لازارو، الذي ظهر أحيانا بالاسم الفني «رويتيليتو» (أي رويتيليو الصغير)، ترافقهما في العادة فرقة كامبو أليغري.[بحاجة لمصدر]
قامت موسيقاها في البداية بشكل أساسي على أغنية الأرياف غواخيرا [الإنجليزية] وقصائد مكتوبة بالبنية الشعرية العشرية [الإنجليزية]، وغالبًا ما كان الشكل الموسيقي هو ما يعرف بالبونتو الكوبي [الإنجليزية]". تعلمت غونزاليس من العمل المشترك مع نيكو ساكيتو أغنية الغواراتشا [الإنجليزية] واستخدمتها في أعمالها اللاحقة.

### الثورة الكوبية
بعد الثورة الكوبية عام 1959 ووصول فيدل كاسترو إلى السلطة بقيت سيلينا غونزاليس في كوبا، وأيدت التحول الاشتراكي، وقدمت مع زوجها اغنيات للثورة وللتحول الاشتراكي في نفس نمط الأغنية الفلاحية الأفرو-كوبية، وأعادت تقديم ألحان معروفة لها بكلمات سياسية. وفي حين تراجعت شهرتها خارج البلاد مقارنة بفنانين آخرين غادروا كوبا إلى الولايات المتحدة مثل، اتسعت شعبيتها في كوبا واكتسبت «الأغنية الفلاحية» الأفرو كوبية التي كانت هامشية نوعا ما انتشارا واسعا في البلاد بفضل تكرار ظهورها في الإذاعة.

### جوائز وتكريمات
في عام 1980 فازت اسطوانة «سيلينا» التي أصدرتها شركة الإنتاج الكوبية إيغريم (بالإسبانية: EGREM)‏ بجائزة الاسطوانة الفضية، وكانت هذه الأولى من عدة جوائز نالتها. في عام 1984 حصلت على جائزة «الطليعة الوطنية» عملها الفني وفازت برحلة إلى الاتحاد السوفياتي وبلغاريا مع ابنها. وفي عام 1984 حصلت على جائزة أفضل مطرب في الدورة السابعة والعشرين للمهرجان الدولي للموسيقى في كالي بكولومبيا، وبعد زيارة ناجحة لأوروبا عام 1988 سجلت في استديو هيئة الإذاعة البريطانية. [بحاجة لمصدر]
حقق ألبوماها «الحصاد الغني» (بالإسبانية: La rica cosecha)‏ و«أجلب لك من هافانا» (بالإسبانية: Desde La Habana te traigo)‏ نجاحا لا بأس به، ورشحت لجائزة جرامي في عام 2001 في فئة «أفضل ألبوم لاتيني استوائي تقليدي»، عن أسطوانة «خمسون عامًا كملكة» (بالإسبانية: 50 años como uns reina)‏ ولكنها لم تفز، وفازت في نفس العام بجائزة كوبا ديسكو (بالإسبانية: Cubadisco)‏ لنفس العام. في عام 2002 فازت بجائزة كوبا الوطنية للموسيقى.

## وفاتها
توفيت في 4 فبراير 2015 عن عمر يناهز 85 عامًا في هافانا

## إصدارت

### ألبومات
- الحصاد الغني
- قصائد للثورة
- أجلب لك من هافانا
- خمسون سنة. . . كملكه

### مساهمات فنية
- الدليل الأساسي لموسيقى كوبا (1998، شبكة الموسيقى العالمية)

## روابط خارجية
- سيلينا غونزاليس في فيلم «رينكون كريولو»، على موقع يوتيوب
- سيلينا غونزالس ورويتيليو دومينغيز في أغنية سانتا باربارا، على موقع يوتيوب
- سيلينا غونزالس ورويتيليودومينغيز في أغنية البونتو الكوبي، على موقع يوتيوب
- سيلينا غونزاليس في أغنية «فيديل كاسترو»، على موقع يوتيوب